# Ловци на натприродно (2. сезона)
Друга сезона серије Ловци на натприродно, америчке фантастичне телевизијске серије аутора Ерика Крипкеа, емитована је од 28. септембра 2006. до 17. маја 2007. године, с укупно 22. епизоде. Сезона се фокусира на протагонисте Сема (Џаред Падалеки) и Дина Винчестера (Џенсен Аклс) док траже Азазела, демона одговорног за смрт њихове мајке Мери и оца Џона. Они покушавају да открију план демона за Сема и другу децу с моћима — младе особе које је Азазел посетио док су биле бебе и којима су дате способности, а чије су мајке тада често умирале у пожару. Током својих путовања, користе очеви дневник који им помаже да наставе породични посао — спасавају људе и лове натприродна створења.
Сезона је емитована четвртком у 21 час у САД и прва је сезона емитована на телевизијској мрежи The CW, заједничком подухвату The WB-а и UPN-а. Претходна сезона је емитована на The WB-у. У Србији је објављена 8. марта 2022. на HBO Max-у. Сезону је у просеку гледало само око 3,14 милиона гледалаца у САД и била је у опасности да не буде обновљена. Серија је добила углавном позитивне критике, док су глумци и екипа добили бројне номинације за награде и похвале за братску хемију између главних глумаца, али је критикована формулаична структура епизода.

## Улоге

### Главне
- Џаред Падалеки као Сем Винчестер
- Џенсен Аклс као Дин Винчестер

### Специјалне гостујуће
- Линда Блер као Дајана Балард

### Гостујуће
- Саманта Ферис као Елен Харвел
- Џим Бивер као Боби Сингер
- Чед Линдберг као Еш
- Аљона Таљ као Џо Харвел
- Фредрик Лене као Азазел
- Стерлинг К. Браун као Гордон Вокер
- Олдис Хоџ као Џејк Тали
- Кетрин Изабел као Ејва Вилсон
- Џефри Дин Морган као Џон Винчестер
- Саманта Смит као Мери Винчестер
- Габријел Тајгерман као Ендру Галагер
- Чарлс Малик Витфилд као агент Виктор Хенриксен
- Амбер Бенсон као Ленор
- Линдси Макеон као Теса
- Ејдријен Палики као Џесика Мур
- Ричард Спејт Млађи као Враголан

## Епизоде
У овој табели, број у првој колони се односи на број епизоде у целој серији, док број у другој колони означава број епизоде у овој сезони. „Гледаност у САД (милиони)” се односи на то колико је Американаца гледало премијеру епизоде или на дан емитовања.
| Бр. еп. (укупно) | Бр. еп. (у сезони) | Српски наслов Изворни наслов                       | Редитељ        | Сценариста                                                      | Премијера                         | Прод. код | Гледаност у САД (милиони) |
| ---------------- | ------------------ | -------------------------------------------------- | -------------- | --------------------------------------------------------------- | --------------------------------- | --------- | ------------------------- |
| 23               | 1                  | У моје време умирања                               | Ким Менерс     | Ерик Крипке                                                     | 28. септембар 2006. 8. март 2022. |           | 3,93                      |
| 24               | 2                  | Сви воле кловна                                    | Фил Сгрича     | Џон Шиган                                                       | 5. октобар 2006. 8. март 2022.    |           | 3,34                      |
| 25               | 3                  | Крвожудност                                        | Роберт Сингер  | Сера Гамбл                                                      | 12. октобар 2006. 8. март 2022.   |           | 3,78                      |
| 26               | 4                  | Деца не би требало да се играју са мртвим стварима | Ким Менерс     | Раел Такер                                                      | 19. октобар 2006. 8. март 2022.   |           | 3,29                      |
| 27               | 5                  | Сајмон каже                                        | Тим Јакофано   | Бен Едлунд                                                      | 26. октобар 2006. 8. март 2022.   |           | 3,65                      |
| 28               | 6                  | Нема излаза                                        | Ким Менерс     | Мет Витен                                                       | 2. новембар 2006. 8. март 2022.   |           | 3,38                      |
| 29               | 7                  | Дежурни кривци                                     | Мајк Рол       | Кетрин Хамфрис                                                  | 9. новембар 2006. 8. март 2022.   |           | 3,19                      |
| 30               | 8                  | Раскршће блуза                                     | Стив Бојум     | Сера Гамбл                                                      | 16. новембар 2006. 8. март 2022.  |           | 3,16                      |
| 31               | 9                  | Кроатоан                                           | Роберт Сингер  | Џон Шибан                                                       | 7. децембар 2006. 8. март 2022.   |           | 3,12                      |
| 32               | 10                 | Ловина                                             | Рејчел Талалај | Раел Такер                                                      | 11. јануар 2007. 8. март 2022.    |           | 3,24                      |
| 33               | 11                 | Играчке                                            | Чарлс Бисон    | Мет Витен                                                       | 18. јануар 2007. 8. март 2022.    |           | 3,44                      |
| 34               | 12                 | Ноћолик                                            | Фил Сгрича     | Бен Едлунд                                                      | 25. јануар 2007. 8. март 2022.    |           | 3,42                      |
| 35               | 13                 | Куће светих                                        | Ким Менерс     | Сера Гамбл                                                      | 1. фебруар 2007. 8. март 2022.    |           | 3,37                      |
| 36               | 14                 | Рођен под лошим знаком                             | Џ. Милер Тобин | Кетрин Хамфрис                                                  | 8. фебруар 2007. 8. март 2022.    |           | 2,84                      |
| 37               | 15                 | Високе приче                                       | Бредфорд Меј   | Џон Шибан                                                       | 15. фебруар 2007. 8. март 2022.   |           | 3,03                      |
| 38               | 16                 | Убиство на путу                                    | Чарлс Бисон    | Раел Такер                                                      | 15. март 2007. 8. март 2022.      |           | 3,52                      |
| 39               | 17                 | Срце                                               | Ким Менерс     | Сера Гамбл                                                      | 22. март 2007. 8. март 2022.      |           | 3,38                      |
| 40               | 18                 | Холивудски Вавилон                                 | Фил Сгрича     | Бен Едлунд                                                      | 19. април 2007. 8. март 2022.     |           | 3,25                      |
| 41               | 19                 | Затворски блуз у Фолсому                           | Мајк Рол       | Џон Шибан                                                       | 26. април 2007. 8. март 2022.     |           | 3,33                      |
| 42               | 20                 | Шта јесте и шта никада не би требало да буде       | Ерик Крипке    | Раел Такер                                                      | 3. мај 2007. 8. март 2022.        |           | 3,11                      |
| 43               | 21                 | Читав пакао се ослобађа (1. део)                   | Роберт Сингер  | Сера Гамбл                                                      | 10. мај 2007. 8. март 2022.       |           | 2,90                      |
| 44               | 22                 | Читав пакао се ослобађа (2. део)                   | Ким Менерс     | Story by : Ерик Крипке и Мајкл Т. Мур Teleplay by : Ерик Крипке | 17. мај 2007. 8. март 2022.       |           | 2,72                      |

### Фусноте
1. ↑  „Supernatural: Season 2”. IGN. Архивирано из оригинала 3. 9. 2010. г. Приступљено 26. 11. 2009.
2. ↑  Bianco, Robert (24. 1. 2006). „New CW: We'll have to watch and see”. USA Today. Архивирано из оригинала 3. 9. 2010. г. Приступљено 26. 9. 2009.
3. ↑  „Weekly Program Rankings”. ABC Medianet. 3. 10. 2006. Архивирано из оригинала 3. 9. 2010. г. Приступљено 1. 10. 2009.
4. ↑  „Weekly Program Rankings”. ABC Medianet. 10. 10. 2006. Архивирано из оригинала 3. 9. 2010. г. Приступљено 1. 10. 2009.
5. ↑  „Weekly Program Rankings”. ABC Medianet. 17. 10. 2006. Архивирано из оригинала 3. 9. 2010. г. Приступљено 1. 10. 2009.
6. ↑  „Weekly Program Rankings”. ABC Medianet. 24. 10. 2006. Архивирано из оригинала 3. 9. 2010. г. Приступљено 1. 10. 2009.
7. ↑  „Weekly Program Rankings”. ABC Medianet. 31. 10. 2006. Архивирано из оригинала 3. 9. 2010. г. Приступљено 1. 10. 2009.
8. ↑  „Weekly Program Rankings”. ABC Medianet. 7. 11. 2006. Архивирано из оригинала 3. 9. 2010. г. Приступљено 1. 10. 2009.
9. ↑  „Weekly Program Rankings”. ABC Medianet. 14. 11. 2006. Архивирано из оригинала 3. 9. 2010. г. Приступљено 1. 10. 2009.
10. ↑  „Weekly Program Rankings”. ABC Medianet. 21. 11. 2006. Архивирано из оригинала 3. 9. 2010. г. Приступљено 1. 10. 2009.
11. ↑  „Weekly Program Rankings”. ABC Medianet. 12. 12. 2006. Архивирано из оригинала 3. 9. 2010. г. Приступљено 1. 10. 2009.
12. ↑  „Weekly Program Rankings”. ABC Medianet. 17. 1. 2007. Архивирано из оригинала 3. 9. 2010. г. Приступљено 1. 10. 2009.
13. ↑  „Weekly Program Rankings”. ABC Medianet. 23. 1. 2007. Архивирано из оригинала 3. 9. 2010. г. Приступљено 1. 10. 2009.
14. ↑  „Weekly Program Rankings”. ABC Medianet. 30. 1. 2007. Архивирано из оригинала 3. 9. 2010. г. Приступљено 1. 10. 2009.
15. ↑  „Weekly Program Rankings”. ABC Medianet. 6. 2. 2007. Архивирано из оригинала 3. 9. 2010. г. Приступљено 1. 10. 2009.
16. ↑  „Weekly Program Rankings”. ABC Medianet. 13. 2. 2007. Архивирано из оригинала 3. 9. 2010. г. Приступљено 1. 10. 2009.
17. ↑  „Weekly Program Rankings”. ABC Medianet. 21. 2. 2007. Архивирано из оригинала 3. 9. 2010. г. Приступљено 1. 10. 2009.
18. ↑  „Weekly Program Rankings”. ABC Medianet. 20. 3. 2007. Архивирано из оригинала 3. 9. 2010. г. Приступљено 1. 10. 2009.
19. ↑  „Weekly Program Rankings”. ABC Medianet. 27. 3. 2007. Архивирано из оригинала 3. 9. 2010. г. Приступљено 1. 10. 2009.
20. ↑  „Weekly Program Rankings”. ABC Medianet. 24. 4. 2007. Архивирано из оригинала 3. 9. 2010. г. Приступљено 1. 10. 2009.
21. ↑  „Weekly Program Rankings”. ABC Medianet. 1. 5. 2007. Архивирано из оригинала 3. 9. 2010. г. Приступљено 1. 10. 2009.
22. ↑  „Weekly Program Rankings”. ABC Medianet. 8. 5. 2007. Архивирано из оригинала 3. 9. 2010. г. Приступљено 1. 10. 2009.
23. ↑  „Weekly Program Rankings”. ABC Medianet. 15. 5. 2007. Архивирано из оригинала 3. 9. 2010. г. Приступљено 1. 10. 2009.
24. ↑  „Weekly Program Rankings”. ABC Medianet. 22. 5. 2007. Архивирано из оригинала 3. 9. 2010. г. Приступљено 1. 10. 2009.